# RDNA (마이크로아키텍처)
RDNA(Radeon DNA)는 AMD가 개발한 GPU(그래픽 처리 장치) 마이크로아키텍처 및 그에 수반되는 명령어 세트 아키텍처이다. GCN(그래픽스 코어 넥스트) 마이크로아키텍처/명령어 세트의 후속 제품이다. RDNA를 갖춘 첫 번째 제품 라인업은 2019년 7월 7일 출시된 라데온 RX 5000 비디오 카드 시리즈였다. 이 아키텍처는 모바일 제품에도 사용된다. AMD 라데온 그래픽 카드 나비(Navi) 시리즈에 사용되는 TSMC의 N7 핀펫 그래픽 칩을 사용하여 제조 및 제작되었다.
RDNA의 두 번째 버전은 플레이스테이션 5 및 엑스박스 시리즈 X/S 콘솔에 처음 등장했다. 두 콘솔 모두 GPU 마이크로아키텍처의 기반으로 맞춤형 RDNA 2 기반 그래픽 솔루션을 활용한다. PC에서 RDNA 2는 2020년 11월 처음 출시된 Radeon RX 6000 시리즈 비디오 카드에 탑재되어 있다. RDNA 2는 삼성의 엑시노스 2200에도 그래픽 아키텍처로 탑재되어 있다.
RDNA의 세 번째 버전은 2022년 11월 3일에 발표되었으며 라데온 RX 7000 시리즈 소비자 데스크톱 및 모바일 그래픽 카드에 탑재되었다.

## 같이 보기
- AMD 그래픽 처리 장치 목록
- AMD 라데온 소프트웨어
- GPUOpen